# Kahoka
La ville de Kahoka est le siège du comté de Clark, situé dans l'État du Missouri, aux États-Unis. Lors du recensement de 2010, sa population s’élevait à 2 078 habitants.